# صادق أوميدزاده
صادق أوميدزاده ( (بالفارسية: صادق امیدزاده) توفي في 20 يناير 2024)، المعروف أيضًا باسم حجة الله أوميدفار (بالفارسية: حجت الله امیدوار)، كان جنرالًا إيرانيًا ورئيسًا لوحدة استخبارات فيلق القدس في سوريا. قتل في غارة جوية إسرائيلية خلال الحرب الفلسطينية الإسرائيلية 2023.

## مهنة عسكرية
في 14 أغسطس 2012، ألقت جماعات المعارضة السورية القبض على أوميدزاده، إلى جانب مسؤولين إيرانيين آخرين، في محيط مطار دمشق. وتم إطلاق سراحه لاحقاً بعد جهود وساطة قامت بها قطر. وفي يونيو 2023، ظهرت تقارير تشير إلى أن أوميدزاده كان يخطط لشن هجمات على القوات الأمريكية في سوريا. وتضمن تركيزه المحدد استهداف مركبات الهامفي والمركبات المدرعة الأمريكية من طراز كوغار داخل الأراضي السورية.

## قتل
في 20 كانون الثاني (يناير) 2024، قُتل أوميدزاده مع أربعة مسؤولين إيرانيين آخرين، وهم علي آقازادة وسعيد كريمي وحسين محمدي ومحمد أمين صمدي، خلال اجتماع في أحد المباني في منطقة المزة بدمشق. وأدت الغارات الجوية الإسرائيلية، بحسب ما أفاد المرصد السوري لحقوق الإنسان، إلى تدمير المبنى بالكامل، ممّا أدّى إلى مقتل ما لا يقلّ عن 10 عسكريين.
وقد جاءت وفاته بعد أقلّ من شهر من قيام إسرائيل باغتيال جنرال إيراني آخر رفيع المستوى، هو رضي موسوي، في دمشق، وبعد أسبوعين من اغتيال صالح العاروري في بيروت.